# Луна, Феликс
Феликс Луна (30 сентября 1925, Буэнос-Айрес — 5 ноября 2009, Буэнос-Айрес) — аргентинский писатель, поэт, автор песен, лирик, музыкант, юрист, журналист, политик и профессор истории.

## Биография
Луна родился в 1925 году в Буэнос-Айресе. Его семья была родом из провинции Ла-Риоха . В 1892 году дедушка Феликса основал в Ла-Риохе представительство недавно созданного центристского гражданского радикального союза (UCR). Его дядя Пеладжио Луна с 1916 по 1919 год был вице-президентом Аргентины при правительстве президента Иполито Иригойена. Луна поступил в Университет Буэнос-Айреса и в 1951 году получил юридическую степень. В 1954 году он впервые был опубликован с биографической работой «Yrigoyen».
В 1955 году президент Перон был свергнут в ходе освободительной революции. В связи с этими событиями в 1956 году Луна был назначен директором по планированию выплат сотрудникам Министерства труда. В 1957 году Луна получил свою первую награду в литературе, учрежденную еще в девятнадцатом веке, за рассказ La Fusilación (Расстрел). Работа вышла в свет после скандальной казни генерала Хуана Хосе Валле в 1956 году. За ним в 1958 году последовала биография Марсело Торкуато де Альвеара, главного соперника Иригойена в UCR.
С 1963 по 1976 год в качестве профессора истории он преподавал в своей альма-матер, юридической школе. Луна также являлся профессором современной истории в частном университете Бельграно в период с 1967 по 1986 год. Его самые известные работы того времени: Los caudillos, взгляд на провинциальных лидеров 19-го и начала 20-го веков (1966), El 45, ссылка на поворотный 1945 год в Аргентине (1968), и Argentina: de Perón A Lanusse, обзор бурного периода между приходом к власти Перона в 1945 и 1973 годом.
В 1964 году Луна сотрудничал с пианистом и композитором Ариэлем Рамиресом в качестве автора текста «Misa criolla» (креольская месса). За этим совместным успехом в 1969 году последовал Mujeres Argentinas («Аргентинские женщины»), среди которых была тема, получившая особую популярность: « Alfonsina y el mar» (ода латиноамериканской поэтессе Альфонсине Сторни). Традиционная фольклорная вокалистка Мерседес Соса присоединилась к Рамиресу и Луне для работы над Cantata Sudamericana, альбома 1972 года, который сделал последнего знаковой фигурой в мире музыки Аргентины.
С 1964 по 1973 год в качестве историка, Луна писал еженедельные редакционные статьи о текущих событиях для Clarín, а также в выступал ведущим образовательной радиопрограммы Hilando nuestra historia (Плетение нашей истории) с 1977 по 1982 год. Выпустив трилогию, включающую биографии президентов Роберто Мария Ортиса (1978) и Хулио Архентино Роки (1989), а также Breve historia de los argentinos (Краткая история аргентинцев, 1993), повествующую о годах правления Перона, Луна был отмечен за свой стиль повествования и прагматический взгляд на спорные события.
В 1967 году он основал аргентинский исторический ежемесячник Todo es Historia, которым продолжал руководить до своей смерти. Луна был удостоен многочисленных наград Konex, самых высоких в культурной сфере Аргентины, начиная с 1984 года за его работу в качестве историка, биографа и лирика, а также французского ордена «За заслуги» в 1988 году.
С 1986 по 1989 год он был министром культуры города Буэнос-Айреса.
Феликс Луна умер в Буэнос-Айресе 5 ноября 2009 года.

## Сочинения
- Краткая история аргентинцев = Breve historia de los Argentinos. — Весь мир, 2010. — 280 с.